# からっと☆
からっと☆は、日本の5人組女性アイドルグループ。2012年2月9日に結成。からっと☆の合言葉は「Smiling Sky!!」。

## 概要
2012年2月9日に、アリエル、ありす、みいあの3人で結成され、日本唐揚協会公認からあげ親善大使として活動を開始した。ファーストシングル『みんなのからあげ』は4月25日に配信リリース、7月18日にCDリリースした。
2013年12月3日をもってアリエルが学業に専念するという理由で卒業となり、12月17日より新メンバーゆい、さくらの2名が加入して、4人での活動が開始された。
2013年12月17日、からあげ親善大使としての活動を終えることが発表され、それと同時に、初期メンバーありす、みいあの2人による新ユニット「からあげ組」が結成。この新ユニットが、からあげ親善大使になった。
2014年4月23日発売の4thシングル『ドットアオゾラ』より、デビュー当初から音楽面で深く関わる多田慎也が正式にサウンドプロデュースを担当。
2014年10月29日、初台 The DOORSでの「からっと☆の新メンバー歓迎会&ミニライブ!」にて、新メンバーとして、まき、しおりの2名が紹介された。
2015年4月24日、公式サイトで解散を発表。6月7日のラストライブを持って活動を終了した。解散後、ありす、みいあ、しおり、まきの元メンバー4人によりFullfull Pocket（フルフルポケット）が結成され、8月29日の@JAM EXPO 2015から活動を開始した。

## メンバー
所属事務所は在籍時の情報。
- ありす：中原 ありす（なかはら ありす）、1998年5月27日（26歳） - [9]
東京都出身[9]。ジュネス所属[10]。
テレビ、雑誌、CMなどを中心に活動。
解散後は2018年までFullfull Pocketで活動。
2022年よりアクロスエンタテインメント準預かり所属[11][12]。

- みいあ：田附 未衣愛（たつき みいあ）、1999年12月4日（25歳） - [9]
神奈川県出身[9]。スペースクラフトジュニア所属[13]。
0歳で赤ちゃんモデルとなり、子役活動へ[14]。「七人の敵がいる！」（東海テレビ：葉山えみり）、「毒<ポイズン>」（読売テレビ：笹本直美の幼少期）、「あまちゃん」（NHK：天野春子の少女期）などに出演。
解散後は2018年までFullfull Pocketで活動。
2022年より原 未莉愛（はら みりあ）に改名し、フィット所属[15][16]。
2023年10月29日 Newbie Ivyを卒業し、再び田附未衣愛ソロとして活動再開。
2024年5月 株式会社アステリズムに所属し、同年8月1日 アイドルグループ「終末のアンセム」メンバーとして再デビュー。

- さくら：菅井 さくら（すがい さくら）、2001年2月14日（24歳） - [17][18]
千葉県出身。ブレス所属[19]。
2013年12月加入。

- まき：花谷 麻妃（はなたに まき）、2002年3月16日（23歳） - [20]
スペースクラフトジュニア所属[21]。
2014年10月加入。
解散後は2017年までFullfull Pocketで活動。

- しおり：石井 栞（いしい しおり）、2002年12月13日（22歳） - [20]
スペースクラフトジュニア所属[21]。
2014年10月加入。
解散後はFullfull Pocket、夢∞NITYで活動。

### 元メンバー
- アリエル：Ariel、1997年7月27日（27歳） - [9]
愛知県出身[9]。Sugar&Spice所属[22]。
「おはスタ」「のりスタピッピー！」（どちらもテレビ東京系）などに出演。
学業専念のため2013年11月1日より活動休止[23]。同年12月3日卒業[3]。

- ゆい：樋渡 結依（ひわたし ゆい）、2000年4月30日（25歳） - [17]
埼玉県出身。スペースクラフトジュニア所属[24]
2013年12月加入、2014年8月17日卒業[25]。
2015年5月10日から2019年11月までAKB48メンバー。

## 楽曲
| #            | 発売日        | 収録曲                         | 備考                                                      | 動画         | 販売形態     | 規格品番      |
| インディーズ | インディーズ  | インディーズ                   | インディーズ                                              | インディーズ | インディーズ | インディーズ  |
| ------------ | ------------- | ------------------------------ | --------------------------------------------------------- | ------------ | ------------ | ------------- |
| 1            | 2012年7月18日 | みんなのからあげ               | テレビ東京系「ピラメキーノ」2012年7月エンディングテーマ曲 | MV           | CD+DVD       | FWMC-0001・02 |
| 1            | 2012年7月18日 | からっと☆晴れたね！            |                                                           |              | CD+DVD       | FWMC-0001・02 |
| 2            | 2013年4月18日 | ベリーベリー！アイスクリーム！ |                                                           |              | CD           | FWMC-0003     |
| 3            | 2013年8月21日 | 光                             | [ 26 ]                                                    | MV           | CD           | FWMC-0004     |
| 3            | 2013年8月21日 | から☆コロ☆しゅっぽん           | 日本唐揚協会公認からあげ応援ソング                        | MV           | CD           | FWMC-0004     |
| 4            | 2014年4月23日 | ドットアオゾラ                 |                                                           | MV           | CD           | FWMC-0005     |
| 4            | 2014年4月23日 | 虹色シャッフル                 |                                                           |              | CD           | FWMC-0005     |
| 5            | 2015年1月21日 | 今を生きる                     |                                                           |              | CD           | FWMC-0006・07 |
| 5            | 2015年1月21日 | ときめきマフラー               |                                                           |              | CD           | FWMC-0006・07 |
| 6            | 2015年6月7日  | I my me mine                   | 解散ライブ会場限定発売                                    |              | CD           | 自主製作盤    |
| 6            | 2015年6月7日  | darlin'                        |                                                           |              | CD           | 自主製作盤    |

### 参加作品
- みんなで踊ろう!!からあげクン音頭♪2012 ヒャダインのリリリリ★リミックス（2012年、ローソン）[27][28]